# Así Nacemos
Así Nacemos es un álbum de Julio Iglesias lanzado en 1973 bajo el sello Alhambra Records con algunas canciones no incluidas en sus álbumes anteriores y jamás lanzadas en ningún otro álbum.

## Lista de Pistas
1. Así nacemos (1st versión) 3:49
2. Tenía una guitarra 3:10
3. Bla, bla, bla 3:40
4. Hace unos años 3:55 -
5. Alguien que pasó 4:10
6. Niña 3:42
7. A Chicago (Dear Mrs. Jane) 2:53
8. Dahil sa´yo 2:56
9. No es verdad 2:17
10. 24 horas 4:25
11. El amor es presentir